# Илеза (приток Кокшеньги)
Илеза — река в Архангельской и Вологодской областях России.
Протекает в южном направлении по территории Устьянского и Тарногского районов. Исток находится севернее посёлка Илеза на юге Архангельской области, основное течение (75 км) в Вологодской области. Слиянием с рекой Кортюгой у деревни Ивановская образует реку Кокшеньгу в 251 км от её устья, являясь правой составляющей.
Русло извилистое, уклон — 1,2 м/км. Длина реки — 83 км, площадь водосборного бассейна, расположенного на плоской и волнистой, местами заболоченной, озёрно-ледниковой равнине, — 351 км².
Вдоль течения реки расположены населённые пункты Илезского сельского поселения — деревни Степушино, Ермаковская, Карчевская, Якинская и Ивановская.

## Данные водного реестра
По данным государственного водного реестра России и геоинформационной системы водохозяйственного районирования территории РФ, подготовленной Федеральным агентством водных ресурсов:
- Бассейновый округ — Двинско-Печорский
- Речной бассейн — Северная Двина
- Речной подбассейн — Северная Двина ниже места слияния Вычегды и Малой Северной Двины
- Водохозяйственный участок — Вага

## Притоки
(расстояние от устья)
- 47 км: река Соломянка (пр)